# 節税
節税（せつぜい、Tax Saving、Steuerersparung）または租税節約とは、租税法の想定する範囲で租税負担を軽減・排除する行為である。
節税の根拠となるものには、法令や国税庁の解釈通達のほか、税務慣行と呼ばれるものがある。例えば、重要性が低いために細かい手続きを踏まなくてよいとされるような慣行である。これらの中に節税の糸口がある事が多い。ただし、明文化されていないものの中には、脱税とも考えられるようなあいまいなものもあるため、法令や解釈通達を確認したり専門家に相談したりして備える事が重要となる。

## 課税の基本と、節税の考え方
法人税法や所得税法など直接税の場合、まず決算等により利益額を確定して、利益額が確定した後に『加算』『減算(所得税法だと所得控除)』と呼ばれる税法に則った計算処理を行って、課税所得を算出する。その課税所得に特殊な加算等(重加算等)を再度行い、税率を掛けて税額を計算した後に、税額控除を行って納税額を確定する。つまりこれらポイントにおいて、合法かつ納税上有利な処理を施す事が直接税の節税といえる。大別して、利益の繰延行為等(一時節税行為)と根本的節税行為(永久節税行為)に分けられる。利益の繰延行為等とは、決算書の利益を一時的に低減させる行為であり、課税所得は中長期において合計額が一致するために、長期的な節税に結びつきにくい。決算書を歪めやすく、信用を重視する企業は注意が必要である。根本的節税行為は課税所得を低減させたり増加させなかったり税額控除を用いるものであり、課税所得等が中長期において低減するものが多い。
消費税法で、一般方式においては、法律上の課税とされる売上取引の国税分(6.3%)から、貸倒にかかる消費税額と、課税とされる仕入取引の国税分(6.3%)を差し引き、国税の消費税を計算して、地方税はその17/63(1.7%部分)を計算して、総額を算出する。また簡易課税方式（基準期間の課税売上高で制限あり）においては、課税とされる仕入取引の国税分を概算で計算するが、課税売上の事業区分によってその算定方法は異なる。一般方式や簡易課税方式により税額は異なるし、課税仕入とされる仕入取引を有利な判定にしたり、簡易課税の事業区分を有利に判定する事で、消費税額を減らす事が可能である。

## 類似の概念との違い
租税回避
節税が租税法の予定している方法により租税負担を軽減・排除する行為であるのに対し、租税回避は、租税法や社会通念が想定していない形式を選択することによって租税負担を軽減・排除する行為である。ただし、節税と租税回避は、租税負担を軽減・排除する行為であるところに共通性があることから、その境界は必ずしも明確ではなく、その区別は社会通念によって決めることとなり、また、租税回避は法令においてそれを禁止する規定がない限りは承認されていることとなる。そのため、租税回避については、租税回避があった場合にその納税者の選択した形式を無視して通常の形式に対応する課税を行う規定（租税回避行為の否認）が、一部の租税法に定められている。
脱税
節税が租税法の予定している方法により租税負担を軽減・排除する行為であるのに対し、脱税は「偽りその他不正の行為（国税通則法第38条第6号）」により租税負担を免れる行為である。節税と租税回避の区別とは異なり、節税と脱税は合法か違法かという点で明確に区別される。

## 節税例

### 法人の節税例
法人の節税の例を次に挙げる（注意点として以下を留意。まず経営において必ずしもプラスであるとはいえない。例えば企業会計基準等の適正性を欠いたり、信用毀損を生じさせたり、キャッシュフローの観点等により、利益の繰延行為は経営に不利になる可能性がある。取引先を巻き込む場合に相手方に不快な思いを抱かせるものもある。また、納税の減額という性質上、直接税においては所得が小さい（赤字など）の場合には意味がないものも多い。明文化されていない金額基準を挙げるなどの税務慣行も紹介されているが、厳密にはグレーゾーンのきわどいものもある。実際に処理する場合には、法令や解釈通達を確認したり、専門家等の指示を仰ぐのが適当といえる。特に、カッコ書き内に※印があるものは、明文上の規定等が無いものや、租税回避行為に近いもの等であり、特に注意を要する場合に付している）。
- 利益の繰延行為等
  - 棚卸資産の評価方法を有利な方法とする（陳腐化を反映しやすい最終仕入原価法を用いるなど）
  - 減価償却方法を有利な方法とする（定額法ではなく定率法を用いる事により費用計上時期を早めるなど）
  - 収益の発生時点を遅い時点にする（発送基準ではなく検収基準などを使う、長期割賦販売は繰延基準を使う、など）
  - 保険商品等を用い、損金計上と益金計上の時期を調整する（例えば倒産防止掛金は全額費用計上する事が可能で、返戻時に全額収益計上する事が可能である）
  - 製造原価に含めずに済む費用を、製造原価から外す（例えば営業外費用、特別損失、販売費、一般管理費とするなど）
  - 棚卸資産の付随費用を3%以内とする（※　国税庁の解釈通達以外の税務慣行であり適用には要注意である）
  - 一定の租税公課は棚卸資産や償却資産に含めず経費とする事ができる（法人税法基本通達により範囲を確認する事）
  - 貯蔵資産の見積売価を低くする（第三者から見積書等を取得して計上するが、その場合に最低価格をつけたものを用いるなど）
  - 取引先と覚書などを交わすか申告期日までに相手に売上割戻し額を通知して、売上割戻しに算定基準を使う（同様に、売上割戻しを金利を払ってでも保証金として預かり売上割戻し額を損金算入する　など）
  - 10万円未満の減価償却資産は少額減価償却資産として全額を損金計上できる。10万以上20万円未満では3年での償却ができる。
  - 青色申告を行う中小企業者等の場合で、年間300万円以内であれば、30万円未満の減価償却資産は、少額減価償却資産特例を用いて全額を損金計上できる。
  - 20万円以内または3年以内ごとの修繕を行なうことで固定資産の取得価額の増額を避けて損金扱いできる
  - 掛け捨ての保険契約等により損金にする（法人税法基本通達により厳密に区分されているため、保険会社の経理処理サービス等や専門家の意見を参照すべき）
  - 支払日から契約満了日までの期間が一年未満の賃借契約や掛捨て保険契約であれば支払済の全額を当期の損金に計上して差し支えない（法人税法基本通達）
  - 決算当月の費用であれば、しっかり日割り計算等により未払計上をする（従業員給料や水道光熱費・通信費等）
- 根本的節税や税金免除
  - 一定の租税公課は資産の取得価格に含めず経費とする事ができる（法人税法基本通達により範囲を確認する事。例えば固定資産購入時の固定資産税精算金等は租税公課ではなく固定資産本体価格そのものなので注意）
  - 役員賞与をやめて月額報酬を増額する（法人税法上は定期同額給与以外の役員給与等は損金不算入である。定期同額給与にする事で一定の範囲内であれば損金不算入にならない）
  - 社長の家族は会社役員ではなく使用人とすることでその賞与も損金算入とする（※　法令・解釈通達等にて、税法上の役員の項等を参照の上、専門家の指示を仰ぐ事を勧める）
  - 役員から土地を借りる時は「土地の無償返還に関する届出書」を税務署に提出して地代を損金とする
  - 会社の経費となる社宅を利用する
  - 役員や従業員に対する慶弔見舞金を世間並みにする事で福利厚生費という損金にする（世間並みというが難しいので、専門家と相談の上で慶弔規定を設けて備えたい）
  - 出張費を世間並みにする事で旅費交通費等の損金にする（世間並みというが難しいので、専門家と相談の上で出張規定を設けて備えたい）
  - 税法上の交際費を低減させる（一定の中小企業の場合、原則として限度額以内全額損金算入、税法上の交際費かそうでないのかを精査する）
  - 交際費相当額を使用人への渡切交際費として支給する（商慣行上、領収書が発行されないような商取引に限られる事に注意）
  - 5000円／人以下の飲食費（社内交際費を除く）は、税法上の交際費から除外する規定がある（当方及び相手先の氏名、人数等を詳細に記載する必要がある）
  - 3000円／人程度の打合せ会食は会議費となる（※　国税庁の解釈通達以外の税務慣行であり、程度問題であるため、適用には要注意である）
  - 接待用施設の購入は取得と維持に要する全てが交際費以外の費用となる
  - 招待旅行では取引に関する会議を開くことで宴会以外の宿泊費や交通費を会議費とする
  - 使途秘匿金を無くす（使途不明金のうち秘匿を要する支出は、法人税法の懲罰的規定により、課税所得に重加算される事となっている）
  - 資本金が小さい中小法人の法人税率は二段階累進税率であり軽減税率が設けられている（一定の中小会社の場合、法人所得800万円以下の部分の税率は低い）
  - 資本金が小さいほど地方税の均等割が小さい（地方によるが、資本金と従業員数を基準にしている場合がほとんどである）
  - 赤字子会社への一定限度までの寄付によって親会社の損金を増やす（限度額までは損金として認められているが基本的に損金不算入である事に注意）
  - 親子会社の決算日をずらす事で税金対策の期間を設ける
  - 子会社からの配当金による親会社への資金移動は益金不算入である
  - 事業年度の開始前に青色申告承認申請書を提出し青色申告による各種特典を受ける

### 法人および個人共通の節税例
- 消費税による節税
  - 新たに設立された法人で、資本金が一千万円未満などの要件を満たすものは、最大2年間消費税免税事業者である（個人事業が法人に成る場合に特に有用である）
  - 基準期間の課税売上高が五千万円以下の場合だと簡易課税を選択できるが、本則課税のままより税額が低い場合がある（※　専門家に相談したほうが良い）
  - 翌期に大型の設備投資を予定している場合には、決算日までに本則課税の課税事業者になる届出をすることで還付を得られるケースがある（※　一定の縛りがあるので、専門家に相談したほうが良い）
  - 簡易課税の場合で、通常の仕入商品の売上は小売の第2種だが、相手先が事業者である場合には卸売の第1種とすることができ、概算の仕入税額控除を大きくできる。
  - 簡易課税の場合で、建設業者等（第3種）が仕入商品を売り上げた場合に、納品等であると別途明記する事により、小売の第2種や卸売の第1種とすることができる。
  - 一般方式で個別対応方式の課税事業者が土地等の非課税資産を臨時に売却する場合、課税売上に対する課税仕入の割合を、前三期分の状況で算定できる届出(該当する期中に提出する)がある。
  - 印紙は、金券ショップ等の再販売業者で購入する事で、課税仕入となる。
- 修正申告、更正の請求等
  - 申告税額に不足があれば直ちに修正申告する（自発的な修正であれば過少申告加算税が軽減される）
  - 申告税額が過剰であれば5年以内に更正の請求を行う
  - 税務調査上での修正申告には安易に応じず更正処分も検討する

### 個人の節税例
日本では国民の多数を占める給与所得者の所得税（及び地方税）が雇用者の年末調整で計算・精算されるため、国民の納税意識が低く、一部高額所得者を除いて節税への関心は必ずしも高いとは言えなかったが、消費税導入後は目に見える形での納税を実感する傾向にある。またフリーランスの増加により確定申告時の節税を指南する書籍やウェブサイトも登場している。
- 個人事業主
個人事業主として開業することで必要経費として収入金額から控除することができるため、フリーランスにとっては恩恵が多い。著作家として開業すれば購入した書籍を図書費、旅行の交通費や宿泊費を取材費、他人との外食を交際費という名目で必要経費とすることができる。また自宅を事務所とすれば家賃や光熱費の一部も経費となる。

- 税控除特典の利用
ふるさと納税制度を利用すれば節税と返礼品の入手が同時に行える。
- 投資
  - NISAや確定拠出年金などの優遇税制を利用した資産形成。
  - 土地の譲渡については、長期保有した場合の方が特別控除が大きいため、短期で売却するのを我慢すること（転売益の特別加算は停止中）

- タイミング
税控除の対象支出の年末までの延期
税控除の対象となる100万円の寄付行為を1月1日に行うのと12月31日に行うのでは、その年度の所得税から控除されることは同じだが、後者は前者に比べてほぼ1年間余計に100万円の資金を手元に確保できるので、その資金を投資・預金に回せば運用益が見込めるか、または手元流動性が改善する。
税率引き上げ前の購入
自動車などの耐久消費財や不動産はその高額故、消費税率の引き上げにより数万円から百万円単位の負担増になるので、税率引き上げ前に購入する。ただし、この様な駆け込み需要の直後には反動として販売低迷→価格引き下げが期待されるのが一般的であり、必ずしも得策となるとは限らない。特に、「消費税率引き上げ」のみに踊らされて、不要あるいは希望にそぐわない物件を購入するなどの失敗の危険もある。

- 下取りの活用
査定額20万円の現有車を下取りに出して200万円の新車（あるいは中古車）を購入する場合、下取り額を10万円にして購入車の価格を190万円に値引きしてもらう。すると、販売店に入る本体金額はいずれの場合でも180万円（200万－20万または190万－10万）で変わりないが、購入車価格が10万円下がるので、消費税率10%なら1万円の節税になる。ただし、このような操作を実態（実勢価格）と大きく隔たった金額で行うと、税務当局により課税逃れとみなされる恐れがある。また、中古車の仕入れは販売店側では課税仕入れになるので、差額が一定であれば、販売店が支払う消費税は変わらない。

### 節税商品
税金を下げるための商品開発が行われる事例も存在する。
- ビール類のケース
  - ビールの課税に対して発泡酒や第三のビール等が開発された。
- 軽自動車
  - 2010年代には軽自動車の市場シェアが40%程になっているが、この背景にランニングコストの安さがある。
その中には当然自動車税も含まれるため、軽自動車も一種の節税商品という見方ができる。
  - 軽ボンネットバン - 軽ハッチバックのうち4ナンバー登録のグレード。区分上商用車として見なされる(メーカーもビジネスグレードとして位置づけている)為軽自動車税は軽乗用車の約半分である。この類の車両は商用車として必要な荷室を確保する為に5ナンバー車に比べて後席が狭いが、ビジネスユースはもちろんのこと｢一人一台が当たり前｣の地方住民など2シーターと割り切れる層からは税金の安い｢節約乗用車｣として根強い需要がある。最終型三菱・ミニカに至っては販売台数の3/4がバンという状態にまで至り、途中でバンのみの設定にしたほどである。
ただ2022年現在はそもそも軽ハッチバック自体の人気が落ちており、2018年のダイハツ・ミラ(とそのOEMのスバル・プレオ)の生産終了(ミライースへの完全移行)と2021年のスズキ・アルトのフルモデルチェンジによりこの種の車両は消滅してしまった。
- 非完成品の税金優遇
  - キットカー - イギリスではロータス・セブンなどの車両を組み立てキットの状態で買うと完成車より安い税金であった。
  - 紙巻きタバコ - ドイツなどでは煙草の葉で買うほうが紙巻きタバコより税金が安いので、自分で紙巻きタバコを作るセットが販売されている。
  - ディーラーオプションの活用 - 自動車の購入における追加装備としては、メーカーオプションの場合は車体価格の一部とみなされ自動車取得税の課税対象とされたが、ディーラーオプションに関しては対象外であった。その恩恵を最大限活用した例としては初代スズキ・アルトがあり、当初はその効果を狙って追加装備の一切をディーラーオプションで賄うという設定にしていた。